# Always, elektrotechnická továrna Otto Stuhlhofera
Always, elektrotechnická továrna Otto Stuhlhofera je bývalý průmyslový areál v Praze-Hloubětíně, který stojí mezi ulicí Poděbradská a potokem Rokytka poblíž Kejřova mlýna. Byl podán návrh na prohlášení kulturní památkou.

## Historie
Budovy továrny podle projektu architekta Josefa Oldřicha Schüllera postavila v letech 1938–1941 firma Miroslav Smlsal. Po znárodnění po roce 1948 zde sídlil n. p. Tesla a později Výzkumný ústav pro vakuovou elektrotechniku.

## Popis
Symetrická stavba a stojí na půdorysu protáhlého „U“. Její fasáda měla původně bílou omítku doplněnou černým opaktním sklem a zeleným keramickým obkladem. V roce 2003 byly zaznamenány dochované nerezové vstupní dveře, sklobetonové příčky, podlahové krytiny, sanitární technika a v interiéru reprezentační místnosti původní kusy nábytku.